# Apsioú
Apsioú är en ort i Cypern.   Den ligger i distriktet Eparchía Lemesoú, i den centrala delen av landet, 50 km sydväst om huvudstaden Nicosia. Apsioú ligger 388 meter över havet och antalet invånare är 198. Den ligger på ön Cypern.
Terrängen runt Apsioú är kuperad, och sluttar söderut. Trakten runt Apsioú är tätbefolkad, med 613 invånare per kvadratkilometer. Närmaste större samhälle är Limassol, 12,7 km söder om Apsioú. Trakten runt Apsioú är i huvudsak ett öppet busklandskap.
Medelhavsklimat råder i trakten. Årsmedeltemperaturen i trakten är 22 °C. Den varmaste månaden är juli, då medeltemperaturen är 33 °C, och den kallaste är januari, med 11 °C. Genomsnittlig årsnederbörd är 510 millimeter. Den regnigaste månaden är december, med i genomsnitt 112 mm nederbörd, och den torraste är augusti, med 1 mm nederbörd.